# Calathodes polycarpa
Calathodes polycarpa là một loài thực vật có hoa trong họ Mao lương. Loài này được Ohwi mô tả khoa học đầu tiên năm 1933.